# Месје 60
Месје 60 (М60) је елиптична галаксија у сазвежђу Девица која се налази у Месјеовом каталогу објеката дубоког неба.
Деклинација објекта је + 11° 33' 11" а ректасцензија 12h 43m 39,8s. Привидна величина (магнитуда) објекта М60 износи 8,8 а фотографска магнитуда 9,8. Налази се на удаљености од 20,866 милиона парсека од Сунца. М60 је још познат и под ознакама NGC 4649, UGC 7898, MCG 2-33-2, CGCG 71-16, VV 206, ARP 116, VCC 1978, KCPG 353B, PGC 42831.